# Гусево (Московская область)
Гусево — деревня в Волоколамском городском округе Московской области России.

## Население
| 1852 | 1859 | 1926 | 2002 | 2006 | 2010 | 2013 |
| ---- | ---- | ---- | ---- | ---- | ---- | ---- |
| 319  | ↘312 | ↘284 | ↘4   | ↘2   | ↘1   | ↗2   |
| 2014 | 2015 | 2016 |      |      |      |      |
| →2   | →2   | →2   |      |      |      |      |

## Расположение
Деревня Гусево расположена на левом берегу реки Ламы примерно в 11 км к северо-западу от центра города Волоколамска. В полутора километрах к северу от деревни проходит автодорога Р107. Ближайшие населённые пункты — село Ярополец, деревни Гарутино и Спасс-Помазкино.

## Исторические сведения
В «Списке населённых мест» 1862 года Гусево — владельческая деревня 2-го стана Волоколамского уезда Московской губернии по левую сторону Старицко-Зубцовского тракта от города Волоколамска до села Ярополча, в 13 верстах от уездного города, при реке Ламе, с 33 дворами и 312 жителями (147 мужчин, 165 женщин).
По данным на 1890 год входило в состав Яропольской волости Волоколамского уезда, число душ мужского пола составляло 140 человек.
В 1913 году — 63 двора и ткацкая фабрика.
По материалам Всесоюзной переписи населения 1926 года — деревня Гарутинского сельсовета, проживало 284 человека (116 мужчин, 168 женщин), насчитывалось 65 хозяйств, имелась школа.
С 1929 года — населённый пункт в составе Волоколамского района Московской области. До 2019 года относился к Ярополецкому сельскому поселению, до реформы 2006 года — к Ярополецкому сельскому округу.

## Известные уроженцы
В деревне родился Герой Советского Союза, генерал-майор авиации Алексей Михайлович Николаев (1910—1991).